# سنگ نگاره‌های قارادره
سنگ نگاره‌های قارادره مربوط به دوران پیش از تاریخ ایران باستان - دوران‌های تاریخی پس از اسلام است و در شهرستان خمین، بخش کمره، دهستان چهارچشمه، روستای جوادیه واقع شده و این اثر در تاریخ ۲۰ اسفند ۱۳۸۵ با شمارهٔ ثبت ۱۸۰۲۲ به‌عنوان یکی از آثار ملی ایران به ثبت رسیده است.